# فالي دي ماتاموروس
بلدية فالي دي ماتاموروس (بالإسبانية: Valle de Matamoros)‏, هي إحدى بلديات مقاطعة بطليوس, التي تقع في منطقة إكستريمادورا, والتي تقع في غرب إسبانيا.
يبلغ عدد سكانها 491 نسمة وفقاً لإحصائية سنة (2002).